# Grohat
Grohat je gorski potok, ki izvira na vzhodnih pobočjih Kamniškega vrha (1259 m) in se kot desni pritok izliva v reko Kamniška Bistrica.